# Tour do Panama
O Tour do Panama (Tour Ciclístico de Panamá) é uma carreira ciclista panamiano organizada a cada ano na várias etapas ao mês de outubro. Criada em 2005, esta competição organizada pela Federação Panamiana de ciclismo está disputada pelos ciclistas nacionais do país.

## Palmarés
| Ano   | Ganhador                 | Segundo            | Terceiro           |
| ----- | ------------------------ | ------------------ | ------------------ |
| 2005. | Jonathan Torres          | ?                  | ?                  |
| 2006. | Jonathan Torres          | Eibar Villarreal   | Yelko Gómez        |
| 2007. | Yelko Gómez              | David Casal        | Jonathan Torres    |
| 2008. | Yelko Gómez              | ?                  | Fernando Ureña     |
| 2009  | Ramón Carretero          | Yelko Gómez        | Jonathan Torres    |
| 2010. | Ramón Carretero          | ?                  | ?                  |
| 2011  | Ramón Carretero          | Maicol Rodríguez   | Eibar Villarreal   |
| 2012. | Ramón Carretero          | Maicol Rodríguez   | Eibar Villarreal   |
| 2013. | José Rodríguez Caballero | Jorge Castelblanco | Eduardo Vallarino  |
| 2014. | Yelko Gómez              | ?                  | ?                  |
| 2015. | Roberto González         | Fernando Ureña     | Maicol Rodríguez   |
| 2016. | Roberto González         | Maicol Rodríguez   | Yelko Gómez        |
| 2017. | Carlos Samudio           | Roberto González   | Franklin Archibold |
| 2018. | Carlos Samudio           | Yelko Gómez        | Franklin Archibold |
| 2019  | Fabricio Ferrari         | Stiber Ortiz       | Christofer Jurado  |